# Blood, Sweat & Tears (álbum)
Blood, Sweat & Tears es el título del segundo álbum de la banda estadounidense de jazz rock de igual nombre, Blood, Sweat & Tears. Se publicó en Estados Unidos el 11 de diciembre de 1968.

## Historial
Publicado tras el abandono de la banda por Al Kooper, con un nuevo cantante y una reelaboración más jazzy de las ideas de aquel. Incluso para los cánones de la época, era un disco muy ambicioso, flanqueado por dos reescrituras de Erik Satie y coronado por una jam de doce minutos. Sin embargo el disco fue muy bien recibido por la crítica, llegó al n.º 1 en el Billboard Hot 100 y recibió un Grammy como "mejor disco del año".
La producción del disco corrió a cargo de James William Guercio, que era el mánager de Chicago y productor también de su primer disco, editado ese mismo año. Los ingenieros de sonido fueron Roy Halee y Fred Catero, y la portada fue diseñada por John Berg, con foto de Timothy Quay.

## Listado de temas

### Cara A
- 01. «Variation on a theme by Erik Satie (1st & 2nd movements)» (Erik Satie; arr: Halligan)  2:28
- 02. «Smiling phases»  (Capaldi-Winwood-Wood)   5:08
- 03. «Sometimes in winter»   (Katz)  3:07
- 04. «More and more»   (Juan - Vee)  3:03
- 05. «And when I die»  (Laura Nyro)  4:03
- 06. «God bless the child»  (Herzog-Holiday)   5:52

### Cara B
- 01. «Spinning wheel»  (Thomas)      4:06
- 02. «You've made me so very happy» (Gordy-Holloway-Wilson)  4:16
- 03. «Blue part II»  (B.,S. & T.)   11:43
- 03. «Variation on a theme by Erik Satie (1st movement)» (Erik Satie; arr.: Halligan)  1:40

Se grabó también el tema «Children of the wind», una composición de Clayton-Thomas, que no fue finalmente incluido en el disco. Se publicó por primera vez en 1995, en el recopilatorio What goes up! - The Best of BS&T.

## Músicos
- Lew Soloff y Chuck Winfield - trompeta y fliscorno.
- Jerry Hyman  - trombón
- Dick Halligan - trombón, piano y órgano.
- Fred Lipsius - saxo, piano.
- Steve Katz - guitarra, armónica, cantante.
- Jim Fielder - bajo.
- Bobby Colomby - batería, percusión.
- David Clayton-Thomas - cantante

## Sencillos
Columbia sacó el primer sencillo de este álbum, You've made me so very happy, en febrero de 1969. Llegó rápidamente al n.º 2 de los charts y fue disco de oro. El segundo sencillo,  Spinning wheel/More and more, se publicó en mayo y logró, igualmente, el n.º 2 de las listas y el oro. En septiembre, se publicó And when I die/Sometimes in winter, que tuvo exactamente el mismo recorrido.